# 安大略湖

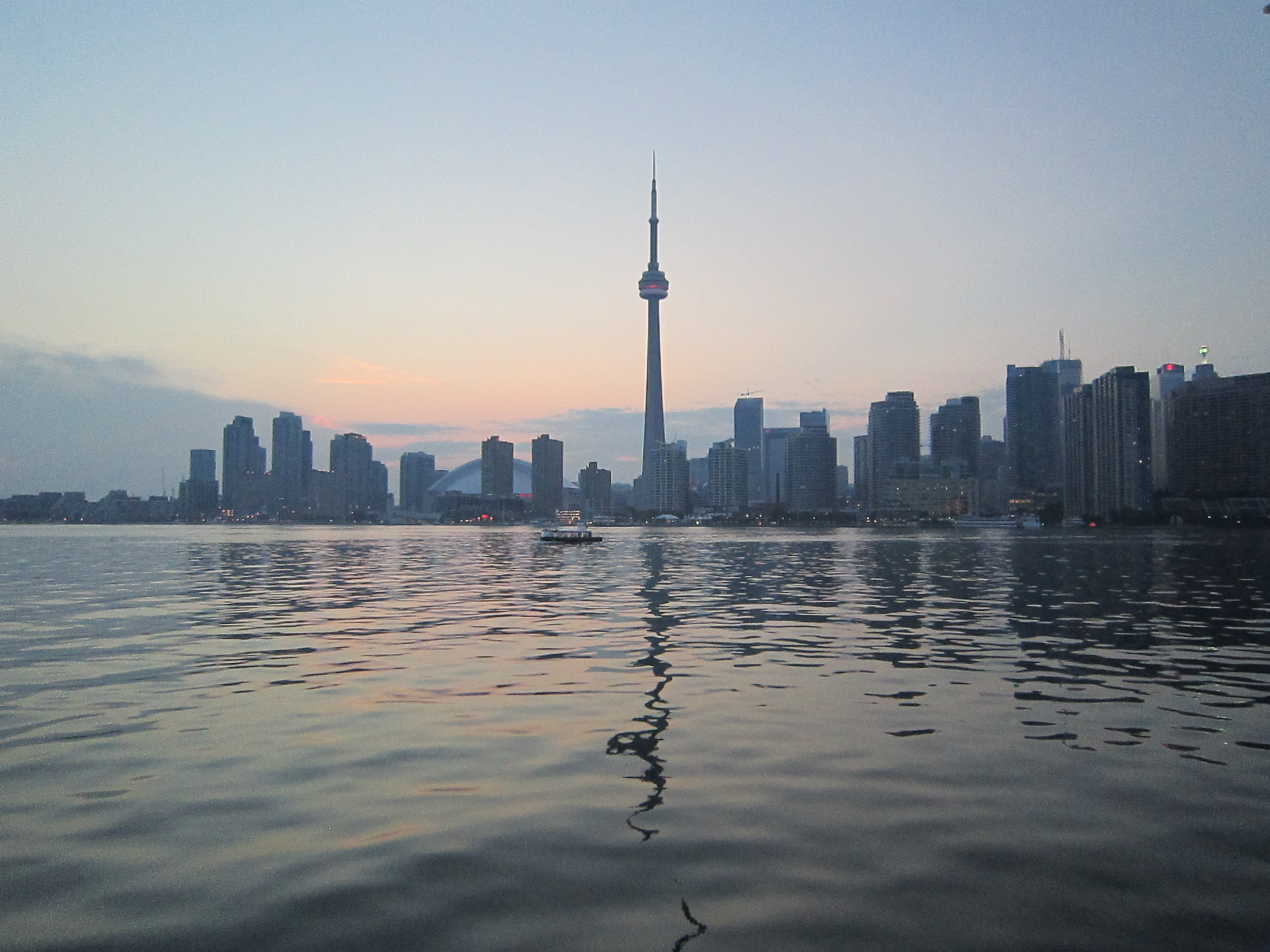
安大略湖，背景為多倫多

安大略湖（英語：Lake Ontario）北邻加拿大安大略省，南毗尼亚加拉半岛和美国纽约州，是北美洲五大湖之一。

## 名字由来
安大略来自易洛魁语Skanadario，意思是“美丽之湖”或“闪光之湖”。加拿大的安大略省因此湖得名。

## 地理
安大略湖是五大湖中面积最小的（约1.897万平方公里），但是蓄水量約1,631立方公里超过伊利湖，是世界第十四大湖，湖岸线长1,146公里。最深处有244米。
最大的流入河流是尼亚加拉河，最大的流出河流是聖羅倫斯河；同伊利湖还有威兰运河（Welland Canal）相连。